# 埃尔讷 (卡尔瓦多斯省)
埃尔讷（法語：Ernes，法語發音：[ɛʁn] ⓘ）是法国卡尔瓦多斯省的一个市镇，属于卡昂区。

## 地理
埃尔讷（49°1'1"N, 0°7'24"W）面积8.9 平方千米，位于法国诺曼底大区卡爾瓦多斯省，该省份为法国西北部沿海省份，北濒大西洋英吉利海峡，东北与滨海塞纳省以海上边界相接，东临厄尔省，南至奧恩省，西与芒什省接壤。
与埃尔讷接壤的市镇（或旧市镇、城区）包括：孔代叙里夫、迈济耶尔、萨西、旺德夫尔。

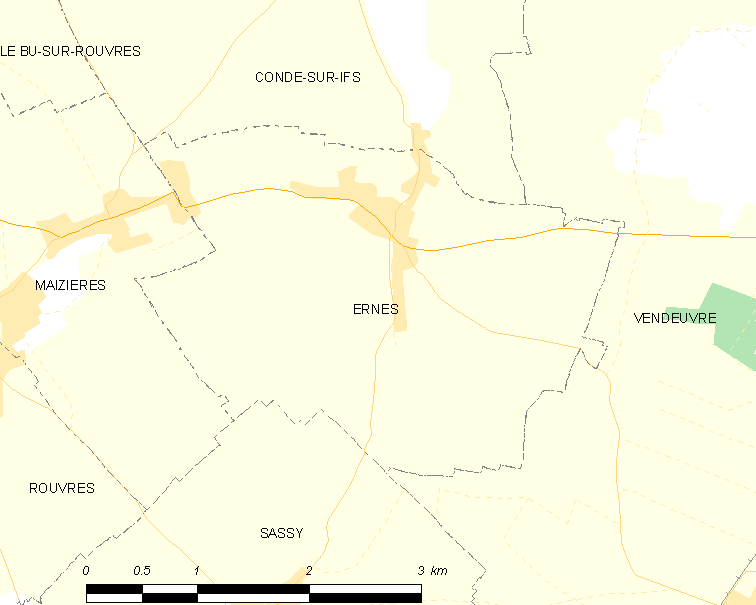
的OSM定位图

埃尔讷的时区为UTC+01:00、UTC+02:00（夏令时）。

## 行政
埃尔讷的邮政编码为14270，INSEE市镇编码为14245。

## 政治
埃尔讷所属的省级选区为法莱斯县。

## 人口

1962-2008年间人口变化图示

埃尔讷于2022年1月1日时的人口数量为323人。